# 陳璜 (正徳進士)
陳 璜（ちん こう、生没年不詳）は、明代の人物。字は佩之。

## 生涯
江西饒州府鄱陽県の出身。父は陳浩、母は王氏。正徳16年（1521年）、会試を受けて二甲進士に登った。